# 氧化鉀
氧化鉀是由鉀和氧組成的無機化合物。
它通常以过氧化钾和钾的归中反应制备：
K2O2  +  2 K  →  2 K2O
或钾还原硝酸钾：
2 KNO3  +  10 K  →   6 K2O + N2
氧化鉀和水的反應劇烈，會迅速反應為氫氧化鉀：
K2O + H2O → 2KOH
它會在空氣中潮解。因此它對人體有腐蝕性。
在化肥包裝上標的成份有時雖是寫作K2O，但實際上是以氯化鉀、硫酸鉀或碳酸鉀為肥料，再計算若以氧化鉀為肥料時相應的份量。若一包肥料有30%的質量是氯化鉀，它標出的份量便是19%。